# مادر پادشاهان
مادر پادشاهان (لهستانی: Matka Królów) یک فیلم درام لهستانی به کارگردانی یانوش زائورسکی است که در سال ۱۹۸۲ ساخته شد؛ اما بلافاصله توسط رژیم کمونیستی لهستان توقیف شد و تنها ۵ سال بعد توانست اجازه اکران بگیرد. این فیلم در جشنواره بین‌المللی فیلم برلین به نمایش درآمد و برندهٔ خرس نقره‌ای دستاورد برجسته هنری شد.

## گزیدهٔ بازیگران
- ماگدا تِـرِسا وویچیک
- زبیگنیف زاپاشیه‌ویچ
- فرانچیشک پیچکا
- بوگوسواف لیندا
- یوانا اشتپکوفسکا
- کشیشتف زالسکی
- آدام فرنتسی
- هنریک بیستا
- آندژی شنایخ
- میخاو شِفچیک